# Hermenêutica talmúdica
Hermenêutica talmúdica (hebraico: מידות שהתורה נדרשת בהן, transliteração neolatina pelo latim Ratione interpretandi talmudical = "Regra de interpretação talmúdica", ou "Hermenêutica talmúdica") é um conjunto de regras e métodos para a investigação e determinação exata do significado das Escrituras, dentro da estrutura do Judaísmo rabínico. Isto inclui, entre outras, as regras pelas quais as exigências da Lei Oral e da Halakha são derivadas e estabelecidas pela lei escrita.
Estas regras dizem respeito a:
- gramática e exegese
- interpretação de certas palavras e letras e aparentemente supérfluas e/ou faltantes, e prefixos e sufixos
- interpretação das letras que, em certas palavras, são dotadas de pontos
- interpretação das letras em uma palavra, de acordo com seu valor numérico (ver Gematria)
- interpretação de uma palavra dividindo-a em duas ou mais palavras (ver Notarikon)
- interpretação de uma palavra de acordo com sua forma consonantal ou de acordo com sua vocalização
- interpretação de uma palavra pela transposição de suas letras ou pela alteração de suas vogais
- dedução lógica de uma halakha de um texto bíblico ou de outra lei[1]

## Classes de regras
Compilações de tais regras hermenêuticas foram feitas nos primeiros tempos. A tradição tannaítica reconhece três dessas coleções, a saber:
1. as 7 Regras de Hillel[2] (baraita no início de Sifra; Avot do Rabi Natan xxxvii.)
2. as 13 Regras de Rabi Ismael (Baraita do Rabi Ismael, no início de Sifra; essa coleção é simplesmente uma amplificação do que de Hillel)
3. 32 Regras de Rabi Eliezer ben Jose HaGelili. Estes últimos referidas normas estão contidas em um independentes baraita (Baraita em Trinta e duas Regras), que foi incorporado e mantido apenas em trabalhos posteriores. Eles são destinados para haggadic interpretação, mas muitos deles são válidos para o Halakah, bem como, coincidindo com as regras de Hillel e Ismael.

Deve-se ter em mente, no entanto, que nem Hillel, Ismael, nem Eliezer ben Jose buscou dar uma enumeração completa das regras de interpretação atual no seu dia. Por alguma razão, eles restringiu-se a uma compilação dos principais métodos de dedução lógica, que eles chamavam de "midot" (medidas), embora as outras regras também eram conhecidos pelo termo (comp. Sifre, Num. 2 [ed. Friedmann, p. 2a])..
Essas regras são tradicionalmente estudadas e aplicadas para os textos religiosos de alguns bíblica canon, que eram comumente acredita-se ser inspirado pelo próprio Deus, através de palavras e ações dos humanos. Portanto, essas regras foram relacionados em coordenação com os quatro independente do nível de leitura bíblica, como na sigla Pardes.

## Datas das regras
Todas as regras de hermenêutica espalhados pelas Talmudim e Midrashim foram coletados por Malbim em Ayyelet HaShachar, a introdução ao seu comentário sobre a Sifra, e tem sido contada em 613, para corresponder com os 613 mandamentos. A antiguidade das regras pode ser determinado apenas pelas datas das autoridades que citá-los, o que significa que eles não podem com segurança ser declarada mais antiga do que a tanna para quem eles são atribuídos. É certo, no entanto, que os sete midot de Hilel, e a 13 de Rabi Ismael são anteriores a hora de Hilel, ele próprio, que foi o primeiro a transmitir. Em todos os eventos, ele não inventá-las, mas apenas recolhidos-las como correntes em sua época, apesar de ele possivelmente amplificado. Eles não foram imediatamente reconhecidos por todos como válida e vinculante. Diferentes escolas interpretado e modificado-los, restringindo ou ampliando-os, de várias maneiras.
O Talmude dá nenhuma informação sobre a origem do midot, embora o Gueonim considerados como Sinaítico (הלכה למשה מסיני, "dada a Lei a Moisés , no Monte Sinai"; comp. O rabino Samson de Chinon , no seu Sefer HaKeritot).

## Rabi Akiva e Rabi Ishmael
Rabi Akiva e Rabi Ismael e seus estudiosos, especialmente, contribuíram para o desenvolvimento ou estabelecimento dessas regras. Rabi Akiva dedicado a sua atenção particularmente para o gramaticais e exegética regras, enquanto Rabi Ismael desenvolveu a lógica. As regras estabelecidas por uma escola eram frequentemente rejeitado por outro, porque os princípios que orientaram a-los em suas respectivas formulações foram essencialmente diferentes.

### Superfluidade no texto
De acordo com Rabi Akiva, a divina linguagem da Torá é distinto do discurso dos homens pelo fato de que o ex-nenhuma palavra ou som é supérfluo. Ele estabeleceu dois princípios alargar o âmbito de aplicação da regra de seu professor Nahum de Gimzo, que havia declarado que determinadas partículas, como את, גם e או, foram inclusiva e alguns outros, tais como אך, רק e מן, eram exclusivos. Estes dois princípios são:
- אין רבוי אחר רבוי אלא למעט (= "uma inclusão adicionado a outro é equivalente a uma exclusão"; Sifra, Ẓaw, Pereḳ, 11 [ed. I. H. Weiss, p. 34d])
- לשונות רבויין הן (= "palavras são amplificações"; Talmude de Jerusalém Shabat xix. 17a)

Portanto, ele interpreta as seguintes formas de expressão como amplificações: um infinitivo antes de um verbo finito, por exemplo, הכרת תכרת (Sanhedrin 64b); a duplicação de uma palavra, por exemplo, איש איש (Yeb.  71a); e a repetição de um termo por um sinônimo, por exemplo, ודבר ואמר (Talmude de Jerusalém Soṭah viii. 22b). Ismael, pelo contrário, estabelece o princípio, (דברה תורה כלשון בני אדם = "a Torá fala na língua dos homens"; Sifre, Num. 112). A Bíblia pode, portanto, ter empregada supérfluo palavras e sons; e forçado valores não deve ser atribuído a eles, para o propósito de deduzir novas regras decorrentes.
A mesma instrução detém com relação à repetição de uma seção inteira. Ismael é da opinião de que "a Torá, às vezes, repete-se toda uma seção da Lei , a fim de dar um novo aplicativo para ele" (כל פרשה שנאמרה במקום אחד וחזרו שנאה במקום אחר לא שנאה אלא בשביל דבר שנתחדש בה ; Sifre, Num. 2, de acordo com a leitura de Elias, o profeta de Vilna). Não é necessário, portanto, para desenhar uma nova inferência a partir de cada repetição. Assim, por exemplo, em Núm. v. 5-8 Torá repete a secção de אשם גזלות em Lev. v. 20-26 (vi. 1-7, A. V.) com a finalidade de ensinar a nova decisão que, em certos casos, a recompensa do pecado, devem ser feitas diretamente aos sacerdotes. Akiva afirma, por outro lado (Sifre, l.c. de acordo com a leitura de Elias, o profeta de Vilna), que "Tudo o que é dito em uma seção de forma repetida deve ser interpretado" (= כל מה שנאמר בה צריך להדרש), e que as novas deduções podem ser tiradas. De acordo com esta opinião, Núm. v. 5-8, por exemplo, um novo significado deve ser buscado na repetição da Lei.

### Vocalização de palavras
De acordo com Akiva, o tradicional vocalização na Bíblia de uma palavra que pode ser lida de várias maneiras, é bem fundada (יש אם למקרא); e ele deduz muitas regras a partir de significados que tais palavras têm de acordo com a apontar. Esta regra tenha sido formulado antes de Akiva por um tanna nomeado Rabino Judá ben Ro'eẓ, que não é mencionado em outros lugares, e de que, consequentemente, nada mais é conhecido. (comp. Sinédrio 4a). Ismael, em oposição ao Akiva, segue o princípio יש אם למסורת, por exemplo, que a tradição a respeito de apenas o texto consonantal é autoritário, e que as regras podem ser deduzidas apenas a partir do que o texto. Um único exemplo que serve para ilustrar a diferença entre os métodos das duas escolas. Em Lev. xxi. 11, a lei que proíbe a de um sacerdote para se contaminar por tocar num cadáver, a palavra נפשת é escrito de forma deficiente. Desde a tradicional leitura indica o plural, "nafshot," Akiva chega à conclusão de que um quarto-de log de sangue, a quantidade mínima por que um padre pode ser composto impuro pelo contato com um único cadáver, também é o que contamina o homem questões a partir de dois corpos. De acordo com Ismael, no entanto, esta quantidade mínima é o que contamina o sacerdote só quando ele emite a partir de um único cadáver; para a palavra, de acordo com o texto consonantal, é para ser lido no singular "nafshat" (comp. Sinédrio 4a, b, Hullin 72a, e Tosafot para ambas as passagens).

### Justaposição de seções
De acordo com Akiva, as leis podem ser deduzidas a partir da justaposição de duas seções legais, uma vez que "a cada passagem que se encontra perto de outro deve ser explicada e interpretada com referência ao seu vizinho" (כל פרשה שהיא סמוכה לחבירתה למדה הימנה; Sifre, Num. 131). De acordo com Ismael, pelo contrário, nada pode ser inferido a partir da posição de cada uma das secções, uma vez que não é de todo certo de que cada única parte que agora está em seu devido lugar. Muitos um parágrafo que constitui, a rigor, o início de um livro e deve ficar nessa posição, foi transposta para o meio. Ismael explica a ocorrência de uma seção em um lugar onde ele não pertença propriamente (ולמה נכתב כאן) ao declarar que "não há primeiro ou último nas Escrituras" (אלא מפני שאין מקדם ומאחר בתורה), não devido a qualquer razão especial (Mekhilta, ed. Weiss, p. 48-a; Eclesiastes Rabá eu.; comp. Pesahim 6b, onde O Papa define este princípio, de tal maneira que ele não contradiz Ismael regras a respeito de "Kelal uferat"). Eliezer ben Jose expandida esta regra na sua baraita (Baraita em Trinta e duas Regras) e dividiu-a em duas partes (Nºs 31 e 32).
No entanto, este método é utilizado em muitos casos, por exemplo: Deuteronômio 22:11 fala do mandamento proibindo o uso de shaatnez, uma mistura específica de lã e de linho. O versículo seguinte discutiu a directiva para fazer tzitzit, as franjas amarrado a quatro conquistado o vestuário. A justaposição desses dois versículos é usado para ensinar que a transgressão de shaatnez não é violada quando um se veste de quatro pontas vestidura de linho rolamento tzitzis de lã (lã aqui, na verdade, é o segmento(s) de tekhelet, tingido de azul de lã thread. Enquanto o branco cadeias de tzitzit pode ser de qualquer material, o azul de seqüência de caracteres deve ser de lã, mesmo quando a subseqüente vestuário seria uma mistura de lã e de linho.)
Justaposição através de "exemplificação" ou משל foi recentemente descrito por Talmudist Daniel Boyarin como a condição sine qua non de Talmúdica hermenêutica (Boyarin 2003: 93), "até que Salomão inventou o mashal, ninguém poderia entender Torá" (Cântico dos Cânticos Rabba). O fenômeno tem sido comparado com o mais recente fenômeno de amostragem na música popular moderna, especialmente o hip-hop (Levy, 2010).

### Fusão de metodologias
A oposição entre as escolas de Ismael e Akiva diminuído gradualmente, e finalmente desapareceu por completo, de modo que mais tarde, tannaim aplicar os axiomas de tanto indiscriminadamente, embora a hermenêutica de Akiva predominaram.

## Regras

### Kal va-chomer (קל וחומר)
A primeira regra de Hillel e de Rabi Ismael é "kal va-chomer" (em hebraico:  קל וחומר), também chamado de "din" (conclusão). Este é o argumento de "a minori ad majus" ou "a majori ad minus." No Baraita em Trinta e duas Regras esta regra é dividido em dois (Nºs 5 e 6), uma vez que é feita uma distinção entre um curso de raciocínio, levada à sua conclusão lógica nas Sagradas Escrituras a si mesmos ("kal va-chomer meforash") e meramente sugerido ("kal va-chomer satum"). Concluído argumento é ilustrado em dez exemplos dado em Gênesis Rabá xcii.
O nome completo desta regra deve ser "kal va-chomer, chomer ve-kal" (simples e complexos, complexos e simples), desde que por ele deduções são feitas a partir do simples para o complexo, ou vice-versa, de acordo com a natureza da conclusão necessária. A principal premissa na qual o argumento é baseado, é chamado de "nadon," ou, em um período posterior, "melammed" (o que ensina); a conclusão resultante do argumento é chamado de בא מן הדין ("ba min ha-din", o que "vem a regra") ou, mais tarde, "falho" (que aprende). O processo de dedução no kal va-chomer é limitada pela regra de que a conclusão pode conter nada mais do que é encontrado no local. Este é o assim-chamado "dayyo" lei, que muitos professores, no entanto, ignorada. Ele é formulado assim: דיו לבא מן הדין להיות כנדון ("A conclusão de um argumento é satisfeita quando ele é como a premissa maior").
Há uma disputa sobre os treze princípios: o kal va-chomer é única entre as treze regras, que pode ser aplicado por qualquer pessoa, em qualquer circunstância em que é logicamente aplicável e as restantes doze regras somente pode ser aplicada com uma tradição de aplicação descendente de Moisés (ou outro legais autorizados a bordo da eei) ou todos os treze exceto um gezerah shava são abertas a todos e apenas o último é restrito em sua aplicação.
Por exemplo, podemos fazer o seguinte raciocínio lógico e apoiá-lo utilizando a base desta regra: Se, como um dado, um pai castigar seu filho se este voltar para casa com arranhada sapatos, certamente, o responsável de punir seu filho se este voltar para casa com arranhada sapatos, calças rasgadas e uma camisa rasgada. O raciocínio é baseado em pura lógica: se o pai é tão chateado cerca de um item do vestuário, com certeza, ele ou ela será, pelo menos, que a virada sobre a criança de todo o conjunto. Um pouco mais fácil construir seria afirmar "se um junior varsity jogador de basquete pode fazer uma de três ponteiro, certamente, um excelente jogador de basquete profissional poderia fazer o mesmo de três ponteiro," mas isso pode ser atacado como um pobre analogia, porque nem todos podem fazer a cada foto.
No entanto, deve-se ter o cuidado de cair na armadilha de uma dedução ilógica, como explicado acima por "dayyo." Um exemplo desta situação seria a seguinte: Se um pai castigar seu filho com uma pequena punição deve último regresso a casa com arranhada sapatos, certamente, o responsável de punir seu filho com um grande castigo se este voltar para casa com arranhada sapatos, calças rasgadas e uma camisa rasgada. Esta é uma dedução ilógica; embora possa ser um justo especulação, ele não pode ser comprovada com a lógica. Tudo o que pode ser comprovado, pelo menos, o resultado da menor ofensa. Isso seria algo semelhante a afirmar que "se um junior varsity jogador de basquete pode fazer uma de três ponteiro, certamente, um excelente jogador de basquete profissional poderia fazer uma meia-quadra de tiro."
A descoberta de uma falácia no processo de dedução é chamado de "teshuvá" (oposição), ou, na terminologia dos amoraim, "pirka". A possibilidade de uma tal objeção é nunca completamente excluída, portanto, a dedução do kal va-chomer não tem certeza absoluta. As conseqüências disso são: (a) que as conclusões têm, de acordo com muitos professores, sem valor real no processo penal, a uma opinião expressa no axioma de que a conclusão é insuficiente para punir o violador de um inferida proibição (אין עונשין מן הדין ; Sifre, Num. 1); (b) que, muito frequentemente, uma passagem é interpretada para significar algo que pode ser inferida por meio de um kal va-chomer (מילתא דאתיא בק"ו טרח וכתב לה קרא ; Pesahim 18b; Yoma 43a).
Um exemplo de uma situação em que as transgressões são, especificamente, não são punidos de acordo com 
kal va-chomer é como segue: Levítico 18:21 fala sobre a proibição da adoração de Moloque, uma forma de adoração em que as crianças foram passados através do fogo (provavelmente até mortos). Agora, é de se supor que, se fosse proibida a passagem de alguns dos filhos pelo fogo, certamente seria proibido para passar tudo de filhos pelo fogo—um kal va-chomer. No entanto, ele é derivado a partir do versículo, que o uso da palavra "ומזרעך", lit.: "e da tua descendência," que esta proibição é apenas quando alguma das crianças são sacrificadas nessa adoração; quando todas as crianças são sacrificadas, isto não é punível. Isso é explicado com o raciocínio de que a intenção da Moloque, a adoração é para melhorar a saúde e o bem-estar dos restantes filhos, enquanto o completo sacrifício de combate a suposta finalidade do serviço, tornando-o unpunishable por falta de intenção de realizá-lo corretamente.

### Gezerah shavah (גזירה שוה)
O gezerah shavah ("leis Semelhantes, semelhantes veredictos") é a segunda regra de Hillel e de Rabi Ismael, e a sétima de Eliezer ben Jose HaGelili. Isto pode ser descrito como argumento por analogia, que infere a partir da semelhança dos dois casos em que a decisão judicial proferida por um titular de bom para os outros também. O termo gezerah shavah originalmente incluído argumentos baseados em analogias, seja em palavra ou em verdade. Antes de muito tempo, no entanto, a última classe foi designado como hekkesh, enquanto que a frase gezerah shavah foi limitado a analogia no caso de duas diferentes leis Bíblicas contendo uma palavra comum para ambos. O gezerah shavah foi originalmente restrito a um δὶς λεγόμενον, por exemplo, uma palavra que ocorrem apenas nas duas passagens oferecendo a analogia. Uma vez que tal palavra é encontrada em nenhum outro lugar, não há nenhuma razão para supor que ele tem significados diferentes nas duas passagens. O gezerah shavah consequentemente atribui à palavra na passagem em toda a seqüência de idéias que leva a outras. Tal gezerah shavah é puramente obras lexicográficas, como procurando determinar a exata significação de uma palavra por comparação com outra passagem em que o pleno significado de tal palavra é clara. A regra, portanto, demonstra a si mesmo.
Um exemplo irá ilustrar mais claramente. A frase מלק את ראשו ("para tirar-lhe-á a cabeça") ocorre apenas duas vezes no Pentateuco, a saber, em Levítico eu. 15 e ib. v. 8. Na última passagem, no entanto, o significado da frase é mais estreitamente definido por ממול ערפו ("de pescoço"). A Sifra (ed. Weiss, p. 9a) conclui, portanto, que quanto mais se aproxima da definição, "a partir do pescoço," na segunda passagem, faz parte do conceito da palavra מלק, e, por conseguinte, que na antiga passagem, também, מלק significa "torcer a cabeça do pescoço." Em um período posterior, no entanto, o gezerah shavah surgiram a partir desses estreitos limites e compreender a identidade dos requisitos legais a partir da identidade de sua terminologia, mesmo quando tal terminologia ocorreu em muitas passagens, para além dos dois que formaram a analogia. Assim, o gezerah shavah perdeu o seu poder inerente de demonstração; para ela é totalmente razoável atribuir a uma palavra um significado que passa a ser associado a ele, em uma única passagem, quando várias outras passagens conectar ideias totalmente diferentes com a mesma palavra. Uma vez que, além disso, cada professor pode escolher qual duas expressões que seleccionar de uma gezerah shavah, contraditórias conclusões podem ser tiradas, o que seria cada um ter a mesma pretensão de validade, já que ambos foram obtidas através de um gezerah shavah. Consequentemente, a obrigação de, uma gezerah shavah foi obrigado a obedecer a duas exigências, o que, por um lado, muito limitado, sua aplicação, e, por outro, deu as decisões judiciais, assim, obtido o valor desses deduzidos a partir de um supérfluo palavra nas Escrituras Sagradas. Estas condições são:
- אין אדם דן גזירה שוה מעצמו ("Ninguém pode tirar uma conclusão a partir de uma analogia sobre a sua própria autoridade"; Pes.  66a; Niddah 19b). Esta regra, no entanto, não é para ser considerada como implicando que cada gezerah shavah deve ter sido transmitida a partir de Mt. Sinai, como Rashi (em várias passagens) e muitos expositores que o seguiram, explicou ele, mas que o uso do método da hermenêutica a ser permitido apenas para toda uma diretoria ou conselho, e é para ser empregado somente quando os seus resultados estão de acordo com a tradicional halakah, que, assim, adquire a importância de uma lei expressa nas Escrituras. Em Yerushalmi esta regra se lê: אדם דן גזירה שוה לקיים תלמודו ואין אדם דן גזירה שוה לבטל תלמודו ("a Partir de um gezerah shavah conclusões pode ser deduzido que o suporte tradição, mas não como são o oposto da tradição"; comp. Maimônides, na introdução à sua Mishneh Torá).
- As palavras do texto, que forma a base da dedução de analogia deve ser livre, isto é, eles devem ser supérfluo e não-essenciais, ou eles não podem ser usados (מופנה להקיש ולדין הימנו גזירה שוה). Esta limitação do gezerah shavah, no entanto, para supérfluo palavras não é geralmente reconhecido. Akiva considera o gezerah shavah válido se nenhuma das duas palavras é supérfluo (אינו מופנה כלל). De acordo com Rabi Ismael, é suficiente que a analogia é livre em um lado (מופנה מצד אחד), i.é., se uma das duas palavras, formando a base da analogia é pleonasmo. Rabino Eliezer sozinho requer ambas as palavras para ser supérfluo (מופנה משני צדדים; comp. David Zvi Hoffmann, Zur Einleitung in die Halachischen Midraschim, p. 6).

### Binyan ab mi-katuv echad (בנין אב מכתוב אחד)
In "binyan ab mi-katub echad" ("A standard from a passage of Scripture") a certain passage serves as a basis for the interpretation of many others, so that the decision given in the case of one is valid for all the rest.

### Binyan ab mi-shene ketubim (בנין אב משני כתובים)
Por essa regra de "binyan ab mi-shene ketubim" ("Um padrão de duas passagens da Escritura") uma decisão em duas leis que têm uma característica em comum (הצד השוה) é aplicada a muitas outras leis que não têm essa mesma característica. Rabi Ismael une as regras 2 e 4 em sua terceira regra, enquanto a mesma combinação de formas a oitava regra de Rabi Eliezer.

### Kelal u-perat e perat u-kelal (כלל ופרט ופרט וכלל)
As regras de "Kelal u-perat" e "perat u-kelal" ("o Geral e o particular, o específico e o geral") é uma limitação do geral ao particular e vice-versa. De acordo com Rabi Ismael, este princípio tem oito aplicações especiais, e, portanto, inclui oito regras distintas em seu esquema (Nºs 4-11). Este método de limitação é um dos principais pontos de diferença entre Ismael e Akiva. De acordo com o ex, que segue seu mestre Rabino Nehunya ben HaKanah, o particular é apenas uma elucidação do que a anterior expressão geral, de modo que o último inclui apenas o que está contido em particular (כלל ופרט אין בכלל אלא מה שבפרט). Mas, se ainda outra geral segue o particular, as duas expressões são definidas por intermédio particular, de modo que a lei se aplica somente para o que é como o particular (כלל ופרט וכלל אי אתה מרבה אלא כעין הפרט). Akiva, ao contrário, aplica-se a regra de aumento e diminuição (רבוי ומיעוט), que havia sido ensinado por seu mestre Naum de Gimzo. De acordo com este princípio, em geral seguido por um determinado inclui tudo o que é de particular (Sanhedrin 45b, 46a). Se, no entanto, outro termo geral segue o particular, o ex-inclui também o que não é semelhante a estes. Os dois termos gerais diminuiu em apenas um respeito pelo intermediário particular (רבוי ומיעוט ורבוי ריבה הכל ומאי מיעט דבר אחר ; Shebu.  26º-a; comp. também Rashi no Sinédrio l.c.).
A diferença entre kelal u-perat u-kelal (כלל ופרט וכלל) e ribbui u-miyut u-ribbui (רבוי ומיעוט ורבוי) é exemplificada no seguinte exemplo: Êxodo 25:31 estados ועשית מנרת זהב טהור מקשה תיעשה המנורה, "Você deve fazer uma Menorá de ouro puro, martelado deve a Menorá ser feito." O repetitivos de moda da instrução pode ser explicado pelo kelal u-perat u-kelal ou o ribbui u-miyut u-ribbui.
Whichever method of deduction is employed, the word ועשית ("You shall make") is an objective generalization, the words מנרת זהב ("pure gold") are an objective specification and the word תיעשה (shall be made") is again an objective generalization.  The rule of kelal u-perat u-kelal works to teach that anything similar to the specification is deemed appropriate, while the rule of ribbui u-miyut u-ribbui is more inclusive, allowing everything except the thing most dissimilar to the specification.
Assim, Rashi do comentário em Rosh Hashaná 24b afirma que, de acordo com o primeiro método de aprendizagem este versículo, a Menorá , quando necessário, ser construída de qualquer metal (consideradas na mesma categoria e, portanto, semelhante ao ouro), enquanto que a utilização deste último método de aprendizagem permitiria a Menorá para ser construído do nada, mas de argila (considerado o material mais semelhantes ao ouro). Este argumento surgiu porque o gemara fez referência a uma de madeira Menorá revestidas com estanho que foi construído nos tempos do Chashmunaim e usados no serviço do Templo.

### Ka-yotze bo mi-makom acher (כיוצא בו ממקום אחר)
A regra de "Ka-yotze bo mi-makom acher" ("Como que em outro lugar") refere-se a explicar uma passagem Bíblica, de acordo com outro de conteúdo semelhante.

### Davar ha-falho-me-inyano (דבר הלמד מעניינו)
Dabar ha-lamed me-inyano ("Something proved by the context") refers to definition from the context. Rabbi Ishmael omits rule 6 entirely, and has another (No. 13) instead which is not found in Hillel, and which reads thus: שני כתובים המכחישים זה את זה, עד שיבוא הכתוב השלישי ויכריע ביניהם ("If two passages contradict each other, this contradiction must be reconciled by comparison with a third passage"). The method of solution of such opposing statements by the help of a third passage is a point of divergency between Ishmael and Akiva. According to the latter, the third sentence decides in favor of one of the two contradictory statements (Mekhilta, ed. Isaac Hirsch Weiss, 6a); according to the former, it modifies the interpretation of both. With regard to the meaning of words which are pointed in the text, Simeon ben Eleazar laid down the rule that if the pointed part of the word (נקודה) is equal to the unpointed part (כתב) in length, the word must not be interpreted at all; but if one part is longer than the other, such part must be interpreted (Genesis Rabbah lxxviii.). Concerning the interpretation of words by a change of letters or vowels the rule is: אל תקרא ("Do not read so, but so"). Under this rule the integrity of the text itself is not assailed, the changes made being only for the purpose of explanation.
Para oferecer suporte a uma enunciados halacháquicos decisão, e, mais especialmente, para encontrar um ponto de partida para o aggadah, a tradicional leitura de uma palavra é alterada através da transposição de suas consoantes ou por substituição de outros com eles relacionados, ou a consoante-grupo é mantida, com alteração dos seus vogais, o último método a ser a mais frequente. Uma enunciados halacháquicos exemplo deste tipo de hermenêutica é a interpretação da palavra "kapot" (ramo; Levítico 23:40) como se fosse "kaput" (vinculado; Sifra, ed. Weiss, p. 102d; Sukkah 32a). É digno de nota, além disso, que somente os tanaítas derivada novo halakot com o auxílio destas regras, enquanto os amoraim empregada apenas em avançar haggadic explicações ou no estabelecimento antigo halakhot dos Tanaim.